# Aristocledius hastatus
Aristocledius hastatus är en plattmaskart. Aristocledius hastatus ingår i släktet Aristocledius och familjen Dactylogyridae. Inga underarter finns listade i Catalogue of Life.